# Itinerar
Ein Itinerar (lat. itinerarium; vom Substantiv iter, itineris n. = Reise, Marsch) und -arium (Ortsnamensuffix; vgl. Seminar, Caldarium, Planetarium) ist ein Fremdwort für einen Reisebericht (Itinerario). Gemeint sein kann aber auch eine Reiseroute (vgl. engl. itinerary, frz. itineraire), ein Reiseführer oder ein Straßenverzeichnis. Der Begriff wird in wissenschaftlicher Literatur verwendet.
Ein Itinerar war im Römischen Reich ein Verzeichnis von Straßen samt Entfernungsangaben. Umsegelungsrouten auf See hießen in der Antike Periplus. Auch ein kleiner Altar, der auf Reisen mitgenommen wurde, wird Itinerar genannt.

## Gattungen von Itineraren
Es kann grob zwischen zwei verschiedenen Arten von Itineraren unterschieden werden. Bei einer listenähnlichen Aufstellung, die eine kommentierte Wegbeschreibung enthält, handelt es sich um ein Itinerarium Adnotatum. Diese Listen sind meist nicht nach festgelegten Kriterien geordnet und die geografische Lage der genannten Orte ist nicht ersichtlich. Dennoch wird durch sie deutlich wohin eine Reise geht, welche möglichen Zwischenstationen angepeilt werden können und wie lange die Reise insgesamt dauert, aber auch mit Hinweisen zur Dauer der einzelnen Etappen. Bei dem Itinerarium Antonini handelt es sich um ein Itinerarium Adnotatum. Dieses Itinerar besteht aus einfachen Tabellen und zählt 17 verschiedene Routen mit weiteren Nebenrouten auf. Das Itinerarium Antonini wird in der Forschung meist auf die Zeit des Kaisers Caracallas datiert. Das AI zeigt Routen, die sich innerhalb der römischen Reichsgrenzen befinden und wurde bis ca. 286 immer wieder aktualisiert. So wurden beispielsweise Routen herausgestrichen, die nicht mehr zum Römischen Reich gehörten.
c
Bei der zweiten Art der antiken Itinerare spricht man von einem Itinerarium Pictum. Dabei handelt es sich um eine graphische Darstellung von Routen. Diese Art der Itinerare kann als Vorläufer der heutigen Karten angeführt werden. Ein Beispiel für ein Itinerarium Pictum ist die Tabula Peutingeriana. Dabei handelt es sich um eine mittelalterliche Handschrift (12./13. Jahrhundert) nach einer antiken Vorlage. Dieses Original soll um 365 entstanden sein. Die Tabula Peutingeriana zeigt Gebiete, die zur Zeit der Erstellung des Originals nicht mehr römisch waren oder auch in der Vergangenheit nicht zum Römischen Reich gehörten. Es sind um die 200 000 Straßenkilometer auf der gesamten damals bekannten Welt abgebildet. Das Römische Reich bleibt im Fokus der Darstellung, auch wenn Gebiete, die außerhalb des Reiches liegen, mit ausführlichen Beschreibungen versehen sind. Sie stellen eine Faszination dar. Dennoch wird durch die verminderte Größe dem Betrachter suggeriert, dass es sich bei den Gebieten außerhalb des Reiches um unbedeutende Randgebiete der Welt handele.

## Verwendung von Itineraren
Itinerare wurden in der römischen Antike vielfältig eingesetzt. Neben der zivilen Nutzung für den Handel oder private Reisen, wurden Itinerare vermehrt für offizielle und militärische Zwecke eingesetzt. Die Staatspost, aber auch Feldherren konnten sich an Itineraren orientieren. So konnten Feldzüge mit entsprechenden Nachschubwegen geplant und Quartierplätze entlang der Route organisiert werden. Auch für die Planung der Kaiserreisen durch das Römische Reich wurden Itinerare benutzt.
Die Maße der heute vorliegenden Tabula Peutingeriana werfen Fragen über ihren praktischen Einsatz auf. Bei der Tabula Peutingeriana handelt es sich um eine 680 × 33 cm lange Pergamentrolle, die aus 11 Einzelblättern zusammengesetzt ist. Die Forschung geht davon aus, dass sie bis zu neun Meter umfasste, aber Blätter verloren gingen. Ihre Länge erscheint auf den ersten Blick unpassend für ihre praktische Anwendung; Historiker wie Richard Talbert ordnen ihr daher eher einen repräsentativen und dekorativen Verwendungszweck zu. Sie könnte auf Grund der Hervorhebung des Römischen Reiches als propagandistisches Mittel eingesetzt worden sein. Jedoch enthält sie viele Einzelheiten, die für eine rein bildliche Verwendung überflüssig wären. Auch wenn die Tabula Peutingeriana als Ganze unhandlich für eine Reise sei, könnten Reisende einen spezifischen Teil davon mitgeführt haben, der für die jeweilige Reise interessant war, argumentiert Ralph Mathisen. Die Tabula Peutingeriana orientiere sich an den schriftlichen Itineraren und sei damit wahrscheinlich ähnlich verwendet worden.
Monika Schuol bewertet dem gegenüber die Tabula Peutingeriana anders. Sie argumentiert, dass die Darstellungsweise eher ein Interesse an antikem Wissen widerspiegele und für Kaiser, die Verwaltung oder für Handelstreibende keinen Nutzen gehabt habe. Somit schließe sie nicht an die römische Kartentradition an, die Tabula Peutingeriana falle nicht unter die Kategorie des Itinerarium pictum.

## Entwicklungsgeschichte

### Griechische Geographie
Die Geographika von Claudius Ptolemäus (etwa 90–168 n. Chr.) beinhaltet eine vollständige Beschreibung der damals bekannten Welt. Der Ortskatalog umfasst ca. 6300 Orte. Im Mittelpunkt seiner Abhandlung steht das Problem der Maßstäblichkeit. Um diese zu erreichen, arbeitete er vermeintlich als Erster in der Geschichte mit Längen- und Breitengraden, mit denen er Positionen von Städten, Flüssen, Seen und Länder angab. Auf seine verwendeten Techniken und Praktiken ging er dabei nicht im Detail ein, wodurch seine Rechnungen heute schwer nachzuvollziehen sind.
Ein weiterer griechischer Geograph war Strabon (64/63 v. Chr. – ca. 20 n. Chr.), der mit geometrischen Figuren arbeitete, um maßstabsgetreue Abbildungen von Gebieten zu ermöglichen. Sein Werk Geographika lässt sich in zwei Teile, den Allgemeinen (Geschichte der Geographie) und den Besonderen (Beschreibungen einzelner Länder), gliedern. Wobei Strabon sich nur wenig theoretisch mit der Kartografie auseinandersetzte, sondern sich nur an einigen Stellen zu Form und Inhalt von Karten äußerte. Allerdings soll er eine Karte zur Verfügung gehabt haben.

### Römische Rezeption
Plinius der Ältere knüpfte an Strabons Methode an und griff ebenfalls auf die Hilfe von geometrischen Figuren zurück, die der kartografischen Erfassung der Oikumene dienten. Jedoch verfügte Plinius über eine weiterreichende geographische Kenntnis durch die römische Eroberungspolitik, besonders östlich des Rheins. Sein Werk Naturalis Historia steht heute in der Kritik. Unter anderem wegen der Auseinandersetzung mit den Antipoden, die eine höhere Stellung einzunehmen schienen als die Kugelgestalt der Erde oder der Tatsache, dass Plinius aus der Sicht einiger Forscher naturwissenschaftliche Sachverhalte abhandelte, die er selbst nicht in Gänze verstand.
Ähnliches findet sich in dem Werk De chorographia von Pomponius Mela, welches 43 n. Chr. entstand. In diesem Werk, das im Hauptteil eine Übersicht über einzelne Länder gibt, kommt es zu keiner Festlegung, ob die Erde als Scheibe oder als Kugel empfunden wurde. Allerdings lässt sich kartografisches Denken in der Beschreibung Britanniens und Siziliens als Dreieck nachweisen. Es wird also wieder die Oikumene anhand geometrischer Figuren dargestellt.
Eine heute sogenannte Karte des Agrippa war an einem öffentlichen Ort aufgestellt und ist gegenwärtig nur noch in Fragmenten überliefert. Umstritten bleibt in der Forschung der Urheber dieser Karte, da von einer „Karte“ des Agrippa („rechte Hand“ des Augustus) nichts erhalten sei. In der Forschung wird diskutiert, ob es sich hierbei um ein Itinerarium pictum handelt. Andere, wie beispielsweise Ekkehard Weber, gehen von einer möglichen Rückführung der Tabula Peutingeriana auf die Karte des Agrippa aus, da beide sowohl eine überproportionale Darstellung Italiens sowie eine Rom-Vignette aufweisen sollen. Manche halten die Karte des Agrippa für den Ursprung der mittelalterlichen Rundkarten. Das Argument hierfür scheint in dem Erkennen von drei Vermessern in den mittelalterlichen Mappaemundi von Hereford und Cornwall zu liegen, die auf die Cosmographia Iulii Caesaris von Iulius Honoris zurückzuführen seien.

### Alter Orient
Als früheste Itinerare werden mesopotamische Texte mit Reisebeschreibungen angesehen.

### Römische Kaiserzeit / Spätantike

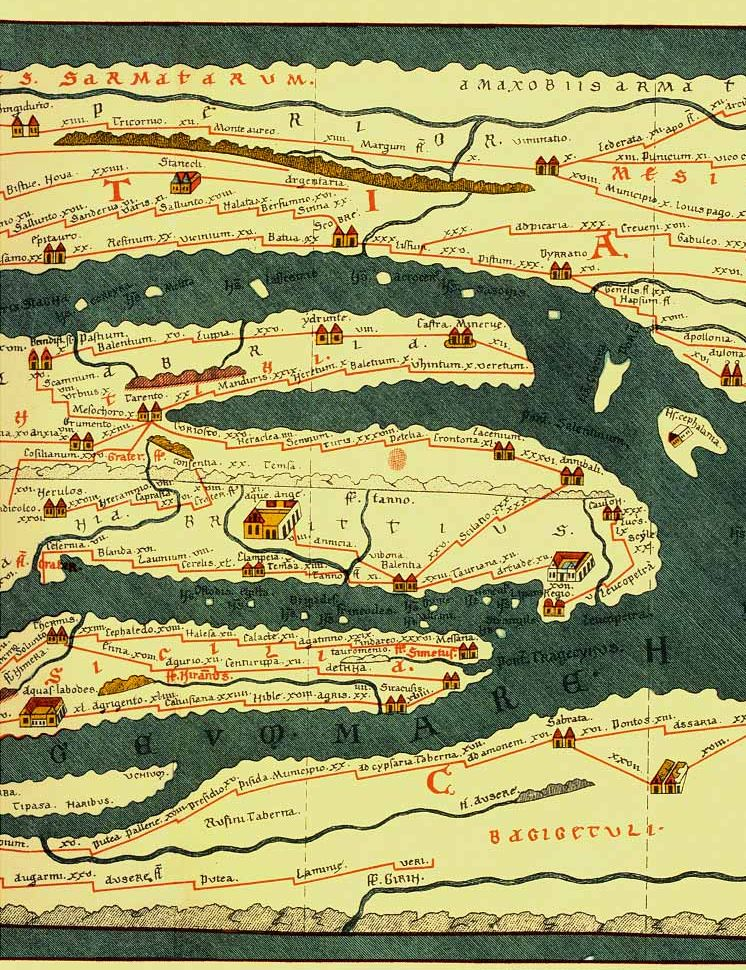
Tabula Peutingeriana (Kartenausschnitt)

Aus der römischen Kaiserzeit und der Spätantike sind erhalten:
- das Itinerarium Antonini mit dem Itinerarium provinciarum, eine Anzahl von Reiserouten durch die römischen Provinzen Europas, Asiens und Afrikas (aus dem 3. Jahrhundert),
- das Itinerarium Burdigalense (oder Hierosolymitanum), 333/334 von einem christlichen Pilger für den Reiseweg von Bordeaux nach Jerusalem verfasst,
- das Itinerarium Alexandri, eine um 340 verfasste kurze Schilderung der Route des Alexanderzugs nach Persien,
- die Itineraria Gaditana, eine Auflistung der Streckenabschnitte von Gades nach Rom,
- die Tabula Peutingeriana, eine römische Straßenkarte aus dem 4. Jahrhundert,
- das Itinerar des anonymen Pilgers von Piacenza über seine Pilgerreise in das Heilige Land, um 570.

Beim häufig so genannten Itinerarium Egeriae, auch als Peregrinatio Aetheriae bezeichnet, ein von der Pilgerin Egeria verfasster Bericht über ihre Reise im späten 4. Jahrhundert ins Heilige Land, handelt es sich nicht um ein Itinerar, sondern um einen Briefbericht.

### Mittelalter
- Itinerarium Regis Ricardi, lateinische Prosa-Erzählung über König Richard I. von England und seine Teilnahme am Dritten Kreuzzug,
- Itinerarium Einsidlense (aufbewahrt in der Bibliothek der Abtei Einsiedeln, Schweiz), siehe Rompilgerführer,
- Itinerarium sive peregrinatio excellentissimi viri artium ac utriusque medicine doctoris Hieronimi Monetarii de Feltkirchen civis Nurembergensis, Reisebericht einer Pilgerfahrt nach Santiago de Compostela von Hieronymus Münzer aus den Jahren 1494/1495.[10]

### Reformationszeit

Das Raißbüchlin Jörg Gails

Aus der Zeit der Reformation ist ein umfangreiches Itinerar aus der Feder des Augsburger Predigers Wolfgang Musculus (1497–1563) erhalten, das den Reiseweg von Augsburg nach Wittenberg dokumentiert. Von Bedeutung über die Reformationszeit hinaus war das Raißbüchlin Jörg Gails. Es erschien 1563 in Augsburg und verzeichnete Strecken in ganz Europa.

### Neuzeit
Ein neueres, prominentes Beispiel der Neuzeithistorie ist das in jahrzehntelanger Arbeit erstellte Hitler-Itinerar von Harald Sandner.

## Geschichtswissenschaft
In der Fachsprache der Geschichtswissenschaft versteht man unter Itinerar die „Reiseroute“ von Herrschern bzw. deren wissenschaftliche Dokumentation auf der Grundlage der Ausstellungsdaten und -orte von Urkunden sowie Angaben in der Geschichtsschreibung. Besonders sinnvoll ist die Rekonstruktion von Aufenthalten und Wegen bei früh- und hochmittelalterlichen Herrschern, da diese in der Regel noch keine Residenzherrschaft ausübten, sondern als Reisekönige von einer Pfalz zur nächsten unterwegs waren (Königsitinerar). Das Ergebnis, auch als Karte darstellbar, ist hilfreich für die historische Arbeit; unechte Urkunden können nun auch dadurch erkannt werden, dass der Ausstellungsort völlig aus dem Itinerar zu rekonstruierenden Aufenthaltsbereich herausfällt. Es zeigt auch, welche Orte und Regionen für den Herrscher und seine Herrschaftspraxis wichtig waren.

## Einordnung in die moderne Kartographie – Ein geschichtswissenschaftlicher Bezug
Der hier in den vorherigen Kapiteln chronologisch-aufgeführte Überblick an vorhandenen, (prä-)kartografischen Quellenmaterial ermöglicht der Geschichtswissenschaft – zumindest in Teilen – einzigartige Einblicke in die räumliche Wahrnehmung eines begrenzten Personenkreises der Antike und des Mittelalters. Gerade die Gegenüberstellung mit modernem Kartenmaterial offenbart, wie sich mitunter ganze Weltbilder unter den verschiedensten Einflüssen der Jahrhunderte verändert haben. Darüber hinaus zeigt sich auch, dass moderne Karten, für die Erfassung antiker Zusammenhänge, Perspektiven ausdrücken, die kein antiker Zeitgenosse jemals hätte einnehmen können. Dieses Perspektivendilemma lässt sich retrospektiv anhand eines Wechsels der Maßstäblichkeit erklären. Die antike Geographie wurde anhand geometrischer Figuren versucht umzusetzen, wodurch es allerdings zu Verformungen der geometrischen Gegebenheiten kam. Die sogenannten Gebietskonstrukte der Antike gingen dabei auf empirische Distanzvermessungen zurück, die durch routes (Strecken) ermittelt wurden. Einhergehend mit einer erforderlichen Spezialisierung zur Kartenherstellung, war die Verbreitung von antikem Kartenmaterial sehr gering. Ein Charakteristikum für die Antike war deswegen die Raumorientierung anhand von geographischen Schriften, die meist griechischen Ursprungs waren und von Römern rezipiert wurden. Somit war die Textform, wie in den Itineraren, verbreiteter als die Bildform. Einem Text war es nur möglich den Gegenstand in Chronologie wiederzugeben, was zur Ungenauigkeit der antiken räumlichen Beschreibung führte. Gleichzeitig lässt sich in der Gegenüberstellung von ursprünglichen Itineraren und Tabula Peutingeriana erkennen, wie ein Medium die Herangehensweise für die Herstellung eines neuen Mediums formte.
Der Kernpunkt für die Aufarbeitung der kartografischen Entwicklung liegt in der Darstellung stetig komplexer werdender Inhalte und dem übergeordneten Nutzen von Kartenmaterial zum Ausdruck eigener Weltbilder. Für eine historisch-kritische Auseinandersetzung mit Karten jeglicher Art ist deshalb eine genaue Einordnung der Intention der Kartografen dringend erforderlich – Wie, warum und für wen wurden oder werden Karten gestaltet? Während die Itinerare der Antike und des Mittelalters beweisen, dass einige „Karten“ bzw. Reisewege erst um Reisen von historischen Persönlichkeiten geschrieben wurden, gestaltet sich die Darstellung der Tabula Peutingeriana laut der Historikerin Monika Schuol als „Die einzige überlieferte Weltkarte der Antike“ und effektiver Versuch den weltlichen Raum zu erfassen. Die Historikerin argumentiert, dass die Tabula Peutingeriana die moderne geschichtswissenschaftliche Forschung mit der Herausforderung konfrontiere, verschiedene Facetten der Kartenproduktion und kartografischen Darstellung zu erfassen und diese unter besonderen Gesichtspunkten systematisch zu analysieren seien:
- „Die Kartografen und Rezipienten (…)
- Raumvorstellungen – Zentrum, Peripherie mit Randvölker-Topoi (…)
- Wissensproduktion durch politische Neuordnungen, Entdeckungen, Feldzüge und Handelskontakte (…)
- Bewusste Wiedergabe oder Unterdrückung von Wissen (…)
- Zugängliche und rezipierte Literatur (…)“.
Ein neueres, prominentes Beispiel der Neuzeithistorie ist das in jahrzehntelanger Arbeit erstellte Hitler-Itinerar von Harald Sandner.

## Geistliche Literatur
In der geistlichen Literatur kann Itinerar auch eine Wegleitung bedeuten, die zu rechter Lebensführung hinführen soll, bis hin zur Vollkommenheit. Bekanntestes Beispiel ist Bonaventuras Itinerarium mentis in Deum (1259). Ein modernes Itinerar verfasste etwa Basil Kardinal Hume: Pilgerbuch des Lebens. Herder, Freiburg im Breisgau 1984, ISBN 3-451-20180-1.